# Cratere Gulch
Gulch  è un cratere sulla superficie di Marte. Esso è stato chiamato così nel 1976, dal nome dalla città di Gulch, in Etiopia.